# Campionati europei di bob 1991
I Campionati europei di bob 1991, venticinquesima edizione della manifestazione organizzata dalla Federazione Internazionale di Bob e Skeleton, si sono disputati il 22 e il 27 gennaio 1991 a Breuil-Cervinia, in Italia, sulla pista "Lac Bleu", il tracciato naturale sul quale si svolsero le rassegne continentali del 1969, del 1973 e del 1987. La località valdostana (frazione del comune di Valtournenche) ha ospitato quindi le competizioni europee per la quarta volta nel bob a due uomini e nel bob a quattro.

## Risultati

### Bob a due uomini
La gara si è svolta il 22 gennaio 1991 nell'arco di due manches.
| Pos. | Atleti                         | Nazione    | Tempo   | Distacco |
| ---- | ------------------------------ | ---------- | ------- | -------- |
|      | Gustav Weder Bruno Gerber      | Svizzera-1 | 2:09.08 |          |
|      | Volker Dietrich Peer Joechel   | Germania-2 | 2:09.19 | +0.11    |
|      | Günther Huber Stefano Ticci    | Italia-1   | 2:09.32 | +0.24    |
| 4    | Rudi Lochner Markus Zimmermann | Germania-1 | 2:09.35 | +0.27    |
| 5    | Ingo Appelt Thomas Schroll     | Austria-1  | 2:09.49 | +0.41    |

### Bob a quattro
La gara si è svolta il 27 gennaio 1991 nell'arco di due manches.
| Pos. | Atleti                                                      | Nazione    | Tempo   | Distacco |
| ---- | ----------------------------------------------------------- | ---------- | ------- | -------- |
|      | Gustav Weder Bruno Gerber Lorenz Schindelholz Curdin Morell | Svizzera-1 | 2:02.99 |          |
|      | Dirk Wiese Thorsten Wölm Oliver Rogge Olaf Hampel           | Germania-1 | 2:03.47 | +0.48    |
|      | Volker Dietrich Sven Rühr Frank Jacob Thomas Rex            | Germania-2 | 2:03.55 | +0.56    |

## Medagliere
| Pos.   | Paese    | Oro | Argento | Bronzo | Totale |
| ------ | -------- | --- | ------- | ------ | ------ |
| 1      | Svizzera | 2   | 0       | 0      | 2      |
| 2      | Germania | 0   | 2       | 1      | 3      |
| 3      | Italia   | 0   | 0       | 1      | 1      |
| Totale | Totale   | 2   | 2       | 2      | 6      |